# Xanthorhoe feisthemalaria
Xanthorhoe feisthemalaria là một loài bướm đêm trong họ Geometridae.